# 趙弘 (天順進士)
趙弘（1432年—？），字弘道，湖廣永州府道州人，明朝政治人物。進士出身。

## 生平
湖廣鄉試第四名。天順八年（1464年）甲申科進士第二甲第十二名。

## 家族
曾祖父趙克寬。祖父趙廷美。父亲趙康，曾任教諭。